# Escola de Ulm
A Escola de Design de Ulm ou Escola de Ulm (em alemão Hochschule für Gestaltung Ulm) ou ainda abreviado Hfg–Ulm foi uma escola de design baseada na cidade de Ulm, Alemanha, fundada em 1953 por Max Bill e outros para promover os princípios do Bauhaus. De 1952 até seu fechamento, em 1968, por motivações políticas e financeiras, a Hfg–Ulm buscava um novo projeto democraticamente inspirado onde conceitos como educação, política, pedagogia e design fossem únicos no mundo. A escola reunia designers, pintores, arquitetos, músicos, dentre outros, com o objetivo de formar profissionais versáteis, através de uma educação interdisciplinar, capazes de projetar e desenvolver produtos, produzidos em grande escala, que atendam às necessidades da sociedade contemporânea, abrangendo diferentes áreas e segmentos industriais.

## História
Os anos do pós-guerra, entre 1945 e 1952 na Alemanha Ocidental foram caracterizados por pesadas reestruturação e financiamento de planos, como o Plano Marshall.
O projecto da HfG nasce da iniciativa da Geschwister-Scholl-Stiftung (Fundação Irmãos Scholl). A Fundação foi criada em 1950 por Inge Scholl, em memória de seus irmãos Sophie e Hans Scholl, os membros do grupo de resistência "Weisse Rose" (Rosa Branca), desmantelado em 1943 pelos nazistas.
Em 1946 Inge Scholl, junto com Otl Aicher e um grupo de jovens intelectuais, consideravam a criação de uma instituição de ensino e pesquisa para promover a educação humanista ideal e vinculada à atividade criativa para a vida cotidiana. Eles buscavam este objetivo em um contexto de reconstrução cultural da sociedade alemã moralmente e materialmente destruída pelo nazismo e a Segunda Guerra Mundial.O projeto foi inicialmente financiado através do subsídio de um milhão de marcos de John McCloy do Alto Comando americano para a Alemanha na estruturação do governo pós-guerra.
Através de contatos com Max Bill e Walter Gropius, a Fundação também recebeu apoio financeiro da Diretoria Financeira Federal Alemã e da European Aid to Europe, bem como contribuições privadas e da indústria.

## Educação

### Currículo
O curso tinha como duração 4 anos, que se dividiam entre ensino fundamental (um ano) e especialização (três anos).

#### Primeiro ano
O primeiro ano era voltado para o curso de design básico, denominado "Vorkus" que buscava suprir a falta das atividades de projeto e criatividade nos níveis primários e secundários da educação.

#### Segundo e Terceiro ano
Os segundo e terceiro anos foram dedicados a especializações eletivas, que incluíram Design de Produto, Construção Industrializada, Comunicação Visual e Informação. Posteriormente, foi acrescentado o Curso de Cinema.

#### Quarto ano
No último ano de estudo, os alunos se dedicam à elaboração de suas teses. O plano de estudo estava sujeito às pesquisar que buscavam novas abordagens no campo do design, as quais foram posteriormente implementadas em cada departamento de especialização.

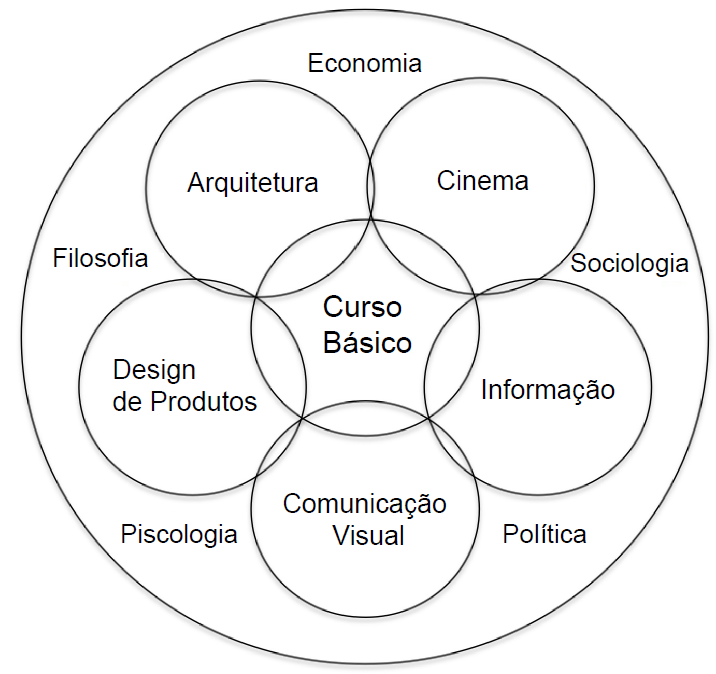
Esquema de ensino na Escola de Ulm. O design da escola foi marcado pela elaboração de um modelo educacional fundamentado na integração da arte e da ciência.

### Método de Ensino
Nos primeiros anos de sua existência, sob a direção de Max Bill, a escola adotou os princípios da Bauhaus como base para o ensino, onde o designer era valorizado mais pelo seu aspecto artístico do que analítico. No entanto, devido às diferenças entre a abordagem de Bill e a de outros professores, incluindo os princípios sistêmicos de Tomás Maldonado, houve uma mudança na ideologia da escola para um campo de estudo mais metodológico e estruturado, mantendo, no entanto, uma forte ênfase na estética como fator primordial.
Essa transformação resultou em um programa acadêmico que incluía um curso básico comum e uma introdução a disciplinas teóricas consolidadas. Essa nova abordagem de ensino em design ficou conhecida como "Modelo de Ulm" e teve um impacto significativo na educação em design em todo o mundo, especialmente no design industrial. Conforme a reputação da HfG se espalhava, muitos graduados da instituição estabeleceram programas de educação influenciados pelo Modelo de Ulm em várias partes do mundo.

## Influência no Brasil
Junto com a criação do MASP (Museu de Arte de São Paulo) em 1950, surgiu a discussão sobre a importância de estabelecer instituições e escolas de Design no Brasil. Com o crescimento da indústria brasileira na época, empresários e intelectuais optaram por adotar o modelo do design europeu desenvolvido nas escolas de Bauhaus e Ulm, e algumas instituições surgiram durante esse período para atender tal demanda.

### Instituto de Arte Contemporânea - IAC
Inaugurado em 1951, sob a coordenação da arquiteta Lina Bo Bardi, o Instituto de Arte Contemporânea (IAC) foi uma pequena escola, com trinta vagas para estudantes, sediada de forma provisória no MASP.É considerado um marco inicial no ensino superior de design no Brasil, promovendo discussões sobre a interseção entre arte, artesanato, design e indústria. Infelizmente, o instituto teve uma curta existência, encerrando suas atividades após apenas três anos de funcionamento devido à falta de recursos financeiros.

### Escola Técnica de Criação - ETC

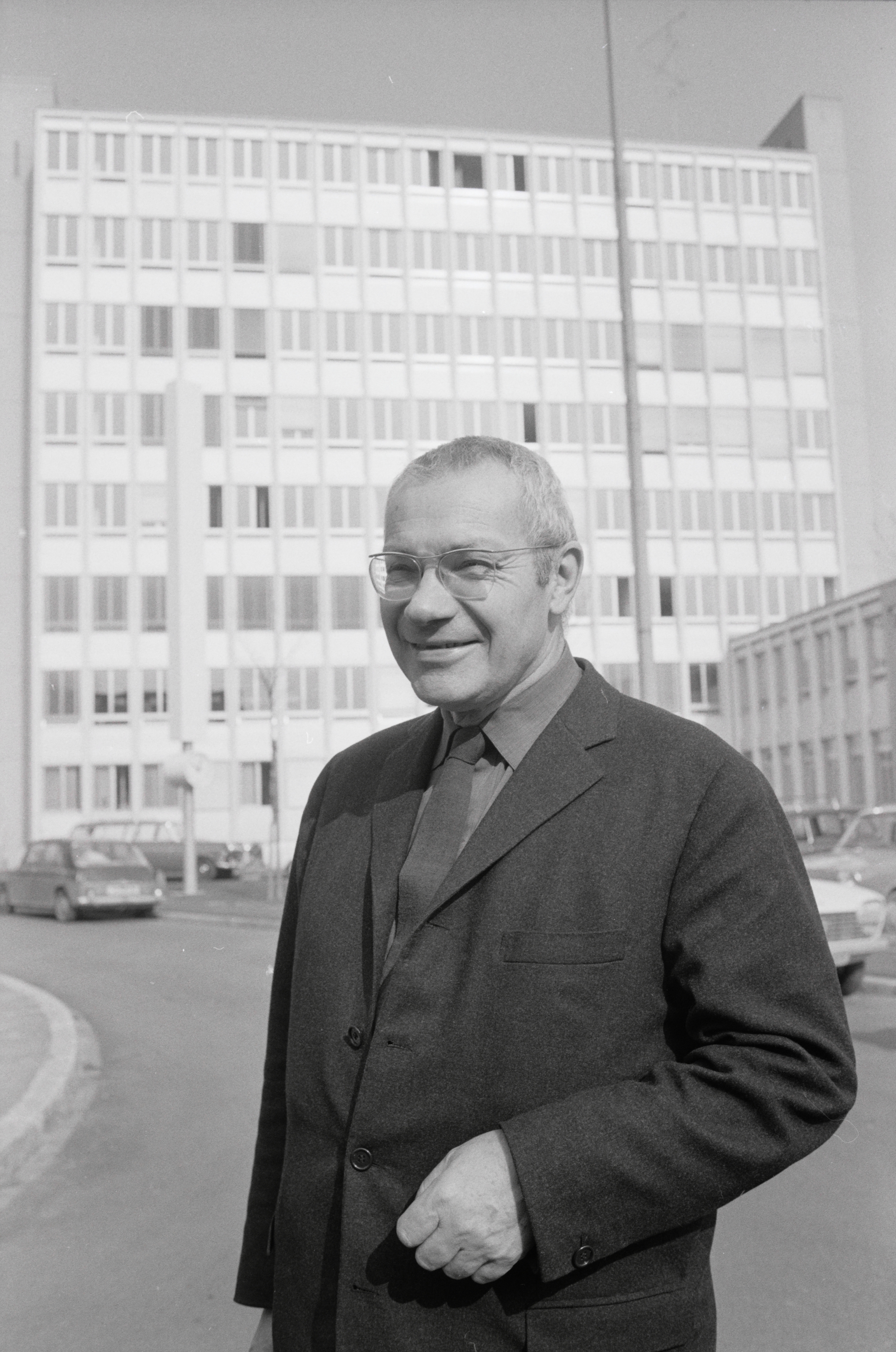
Max Bill, professor da Escola de Ulm e grande influência no ensino do design no Alemanha e no Brasil.

O MAM, Museu de Arte Moderna do Rio de Janeiro, foi estabelecido em 1948. Max Bill propôs a criação de uma escola de design dentro do MAM, resultando na inauguração da Escola Técnica de Criação (ETC) em janeiro de 1958. O curso oferecido era de nível superior e incluía um Curso Fundamental de dois anos. Após a conclusão do Curso Básico, os alunos poderiam escolher entre três especializações: Desenho Industrial, Comunicação Visual e Informação. O objetivo do curso era adaptar os princípios da Escola de Ulm à realidade brasileira, em vez de simplesmente replicá-la.

### FAU-USP
Em 1962, o curso de Arquitetura e Urbanismo da Universidade de São Paulo incluiu o design em sua grade curricular. Ao longo dos quatro anos do curso, quatro horas semanais foram dedicadas ao Desenho Industrial, seguindo a abordagem da Escola de Ulm. No primeiro ano, os alunos se dedicavam à análise e representação do objeto. O segundo ano tinha como foco os processos de produção industrial, enquanto a metodologia do projeto era abordada no terceiro ano. Como conclusão do curso, os alunos desenvolviam um projeto completo de um produto no quarto ano.

### Escola Superior de Desenho Industrial - ESDI
A criação da ESDI, a Escola Superior de Desenho Industrial, se deu por um decreto assinado pelo então governador do estado da Guanabara, Carlos Lacerda, em 1962. A Escola de Ulm influenciou diretamente em seu currículo e em seu corpo docente, que contava com designers como Karl Heinz Bergmiller, Paul Edgar Decurtins e Alexandre Wollner, todos formados pela Escola de Ulm. As disciplinas eram divididas entre três departamentos: Formação Instrumental, Formação Profissional e Informação. O curso era centrado no Desenvolvimento de Projeto, ensinado através da oralidade e da prática. O estudo das artes foram introduzidos na escola nos anos 70. Os professores, com destaque para Karl Heinz Bergmiller, implantaram na escola os princípios geométricos e acromáticos da Escola de Ulm. A ESDI se manteve assim por muitos anos, já que seus ex-alunos passaram a integrar o corpo docente, repassando os ensinamentos de seus antigos professores. A ESDI foi fundada, principalmente, sobre o modelo de releitura do funcionalismo bauhausiano.